# Kessel von Kausche

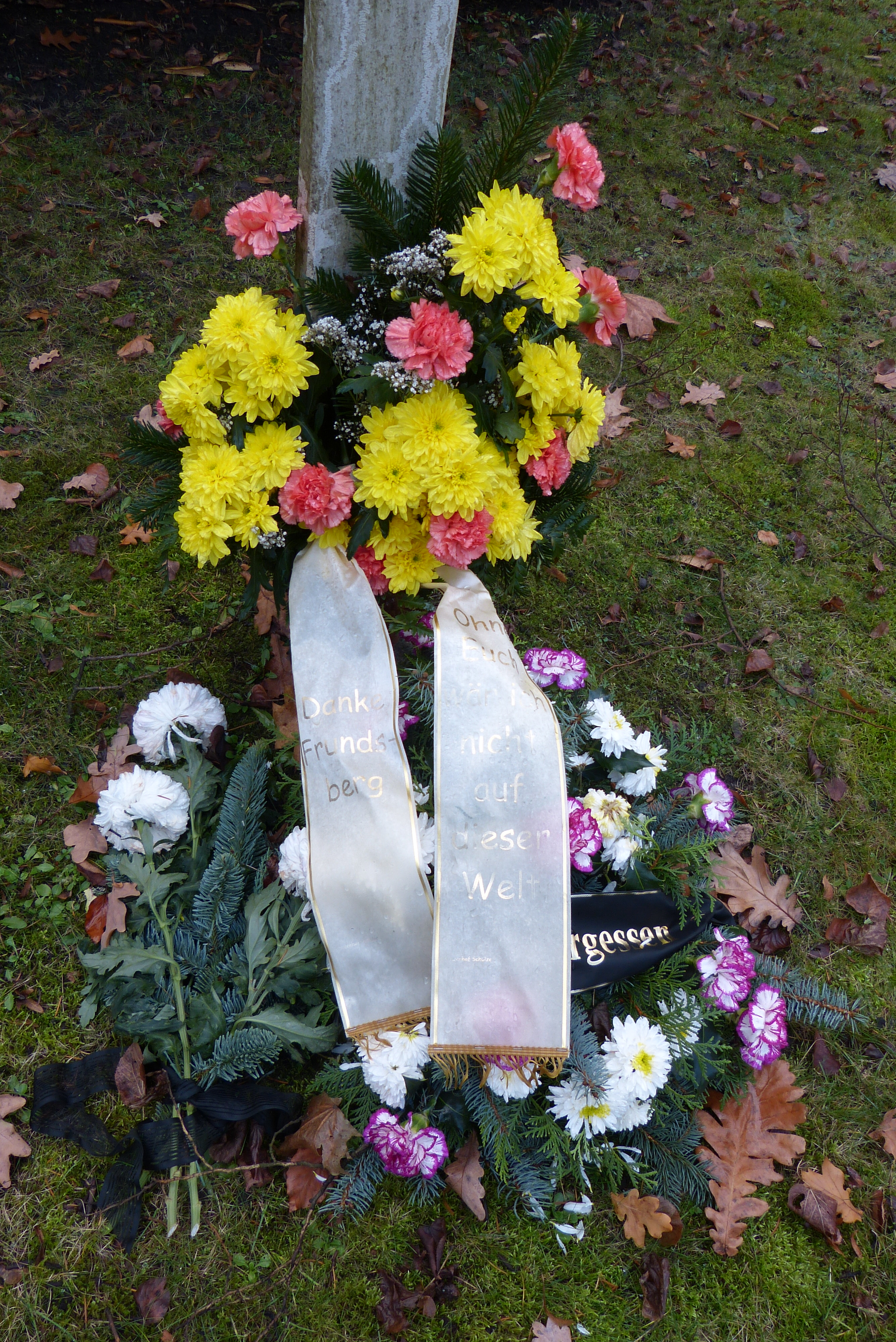
Danke Frundsberg – Ohne Euch wäre ich nicht auf dieser Welt (Soldatenfriedhof Spremberg 2015)

Der Kessel von Kausche war eine Einschließung  deutscher Truppen und Zivilisten durch sowjetische Truppen im Zuge der Berliner Operation im April 1945 in und um den Ort Kausche in der Niederlausitz.

## Vorgeschichte
Am 16. April 1945 begann die Schlacht um Berlin mit den drei Frontabschnitten Nord, Mitte und Süd der sowjetischen Streitkräfte. Im nördlichen Abschnitt stand die 2. Weißrussische Front unter Marschall Konstantin Rokossowski, im mittleren Abschnitt die 1. Weißrussische Front unter Georgi Schukow und im südlichen Abschnitt die 1. Ukrainische Front unter Marschall der Sowjetunion Iwan Konew. Insgesamt waren an diesen drei Frontabschnitten 1.593.800 Mann aufgestellt.
Die 1. Ukrainische Front unter Marschall Konew hatte in der Cottbus-Potsdamer Operation die Aufgabe, die Neiße zwischen Forst und Bad Muskau zu überschreiten, die Verteidigungslinien der dortigen 4. Panzerarmee zu durchbrechen, in Richtung Cottbus und Spremberg vorzustoßen und dann in die Berliner Operation von Süden her einzugreifen. Das Hauptquartier der in der Niederlausitz stationierten deutschen Truppen befand sich in Senftenberg und wurde vom General der Panzertruppe Fritz-Hubert Gräser befehligt.

## Festung Spremberg

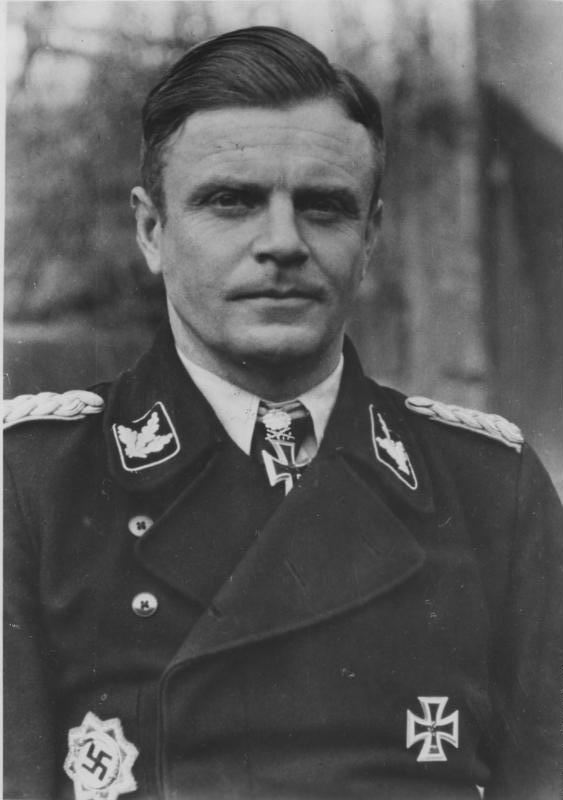
Befehlshaber der 10. SS-Panzer-Division „Frundsberg“, Generalmajor Harmel

Mit dem Beginn der Großoffensive der Roten Armee rückte die 3. Gardepanzerarmee unter Generaloberst P. S. Rybalko, die 13. Armee unter Generaloberst N. P. Puchow sowie die 5. Gardearmee unter Generaloberst A. S. Schadow der 1. Ukrainischen Front auf die zur Festung erklärten Stadt Spremberg vor. Mit den nun bekannten Stoßrichtungen der sowjetischen Truppen befahl der Oberbefehlshaber der Heeresgruppe Mitte Generalfeldmarschall Schörner die 10. SS-Panzer-Division „Frundsberg“ unter Generalmajor der Waffen-SS Heinz Harmel im Eilmarsch von Görlitz in die Niederlausitz nach Spremberg zu verlegen. Nicht alle Fahrzeuge erreichen dabei ihr Ziel, Nachschubtruppen blieben auf Grund der sich immer weiter zuspitzenden Treibstoffsituation bereits im Raum Bautzen liegen. Am 17. April erreichten die Kampfverbände der 10. SS-Panzer-Division ihr Zielgebiet und errichteten am 18. April in Roitz, westlich von Spremberg, ihren Divisions-Gefechtsstand.
Die angreifenden sowjetischen Verbände konnten schnell große Raumgewinne erzielen und stießen dabei auch südlich und nördlich an Spremberg vorbei. Eine schwach verteidigte Sicherungslinie befand sich dabei noch östlich von Spremberg, welche von der Führer-Begleit-Division unter Generalmajor Otto Ernst Remer verteidigt und vorerst gehalten wurde. Die 344. Infanterie-Division unter Generalmajor Erwin Jollasse die nördlich von Spremberg am Spree-Abschnitt stand, zog sich auf Grund der im Norden durchgebrochenen sowjetischen 3. Garde-Panzerarmee südlich in Richtung Stadtgebiet Spremberg zurück. Um einer möglichen Einkesselung durch die an Spremberg vorbei stoßenden sowjetischen Truppen vorzubeugen, verlegte die Führer-Begleit-Division am Abend des 18. April 1945 ihren Gefechtsstand nach Gosda, westlich von Spremberg. Am Morgen des 19. April 1945 verblieb den drei deutschen Verbänden nur noch ein schmaler Korridor in Richtung Westen offen. Im Norden stieß die sowjetische 13. Armee mit dem 24. Schützenkorps unter Generalmajor Onuprienko vor. Südlich davon rückte Schadows Armee mit dem 34. und 33. Gardeschützenkorps unter Generalleutnant Lebedenko auf die Befestigungen von Spremberg vor, während östlich davon das 32. Gardeschützenkorps unter Generalleutnant Rodimzew mit der 95. Gardeschützendivision (Generalmajor Olejnikow) aufschloss.
Am Abend des 19. April 1945 rief Generalmajor Remer alle erreichbaren Kommandeure zusammen um ihnen mitzuteilen, dass sie von sowjetischen Verbänden von drei Seiten eingeschlossen wurden. Daraufhin bildeten die Kommandeure der drei größeren deutschen Verbände die „Kampfgruppe Spremberg“, die insgesamt ca. 20.000 Mann umfasste.
In der Nacht vom 19. April auf den 20. April 1945 bereiteten die sowjetischen Truppen den Sturm auf Spremberg vor. In einem 30-minütigen Dauerbeschuss aus 1247 Geschützen jeden Kalibers des 7. und 10. Artilleriedurchbruchkorps und weiterer Artilleriebrigaden sowie Kräften der 2. Luftarmee unter Generaloberst Krassowski wurde Spremberg sturmreif geschossen. Am Morgen des 20. April 1945 waren die drei deutschen Verbände in einem Kessel nordwestlich von Spremberg eingeschlossen. Am Vormittag des 20. April 1945 drangen die ersten sowjetischen Truppen in die Innenstadt ein – von Norden das 24. Schützenkorps, von Osten und Süden die 95. Gardeschützendivision und das 33. Gardeschützenkorps – und eroberten die Stadt bis zum Abend vollständig. Die Verluste bei den Verteidigern der „Festung Spremberg“ betrugen etwa 2000 Mann, 1130 Mann gingen in Gefangenschaft.
Für die drei eingeschlossenen Divisionen gab es trotz eindeutigem Führerbefehl vom 20. April 1945 an Generalmajor Ernst Harmel

„Die in Ihrem Abschnitt entstandene Frontlücke zwischen Spremberg und Cottbus ist durch sofortigen Angriff zu schließen. Für die Durchführung dieses Befehls sind Sie mir persönlich verantwortlich. Sie haben den Angriff siegreich zu führen oder mit Ihrer Division zu fallen.“

nur noch eine Möglichkeit, der Ausbruch aus dem Kessel in Richtung Nordwesten. Der Befehlshaber der 344. Infanteriedivision Generalmajor Jolasse äußerste Bedenken, sich an diesem Ausbruch zu beteiligen und wollte die „Festung Spremberg“ um jeden Preis halten. Unter Generalmajor Harmel wurde folgender Ausbruchsplan festgelegt:
1. Alle nicht unbedingt zum Ausbruch notwendigen Fahrzeuge und Waffen werden vernichtet. Der Betriebsstoff ist vor der Vernichtung restlos auszupumpen, damit sind die zum Ausbruch vorgesehenen Fahrzeuge aufzutanken.
2. Die Reste der 10. SS-Panzerdivision stellen sich bereit und erzwingen den Durchbruch.
3. Die Nachhut übernimmt Remer mit den Resten der Führer-Begleit-Division. Die Gruppe erhält Kettenfahrzeuge zur Mitnahme von Verwundeten.
4. Ausbruchsrichtung nach Nordwesten, um im Raum südlich von Berlin Anschluss an die eigenen Truppen (Armee Wenck) zu gewinnen. Der Ausbruch soll durch Wälder der Niederlausitz erfolgen.
Am Morgen des 21. April 1945 brachen zunächst zwei der drei eingeschlossenen deutschen Verbände, weitere versprengte Truppenteile und der Spremberger Volkssturm aus dem „Kessel Spremberg“ aus. Mit dabei befanden sich Einwohner und Flüchtlinge, die sich vor den sowjetischen und den auch beteiligten polnischen Truppen, die Spremberg jetzt plünderten und brandschatzten, in Sicherheit bringen wollten.
Ein Ausbruch dieser Größenordnung blieb den sowjetischen Verbänden natürlich nicht verborgen, sodass das 24. Schützenkorps von Norden und das 33. Gardeschützenkorps von Süden einen erweiterten Umfassungsangriff unternahmen und sich am Mittag des 21. April 1945 südlich des Ortes Kausche vereinigten.

## Kessel von Kausche
Die 10. SS-Panzer-Division „Frundsberg“, die ihren Gefechtsstand in Roitz hatte, die Führer-Begleit-Division mit Gefechtsstand in Gosda brachen nach Nordwesten in Richtung Kausche aus.
Die Spitze des Ausbruchs bildeten dabei die 10. SS-Panzer-Division, die sich zwischen Wolkenberg und Gosda durch Waldgebiete in Richtung Welzow kämpfte. Die Führer-Begleit-Division wurde durch Angriffe auf Gosda in Richtung Norden abgedrängt und schwenkte nördlich in unübersichtliche Waldgebiete ab, wo sie starkem feindlichen Beschuss ausgesetzt war. Im Laufe des Vormittags des 21. April erreichten dann die anderen ausbrechenden Verbände die 10. SS-Panzer-Division „Frundsberg“. Die 344. Infanteriedivision unter dem erst am Vortag zum Generalleutnant beförderten Jolasse, der den „Kessel von Spremberg“ noch um jeden Preis halten wollte, vereinigten sich gegen Mittag mit den ausbrechenden Verbänden. Die Ausbruchs-Kolonne der beteiligten Verbänden dehnte sich durch den öfters stockenden Ausbruch und Beschuss auf fast 2,5 Kilometer.
Am Nachmittag erreichte ein kleines Vorauskommando des SS-Pionierbataillon 10 das Dorf Kausche, welches schon von sowjetischen Truppen besetzt war. Diese wussten noch nicht, das sich gerade eine Streitmacht von ca. 20.000 Mann auf das Dorf zubewegte. Da Kausche direkt in der Ausbruchsrichtung der deutschen Verbände lag, musste das Dorf genommen werden. Gegen Abend des 21. April wurde Kausche zurückerobert. In den kommenden Stunden trafen immer weitere deutsche Verbände, die sich teilweise durch Waldgebiete durchschlagen mussten oder aber auch in kleinere Scharmützel verwickelt waren, in Kausche ein.
Die sowjetischen Truppen hatten Kausche derweil von Norden, Süden und Osten umschlossen, die deutschen Truppen saßen abermals fest, nun im „Kessel von Kausche“. Auch für die im Dorf verbliebene und die die deutschen Truppen begleitende Zivilbevölkerung gab es kein Entkommen. Frauen und Mädchen aus Kausche schilderten das Schicksal von Vergewaltigung und Misshandlung der letzten Stunden. Die Kommandeure der deutschen Verbände beschlossen daher, dass sämtliche Zivilisten auf dem Weg nach Westen auf ihren Fahrzeugen mitgenommen werden.
Während die drei deutschen Divisionen abermals festsaßen, forderte Hitler in Berlin in völliger Unkenntnis der Lage, die Versorgung der „Kampfgruppe Spremberg“ durch die Luftflotte Reich unter Ia Karl Kessel, da eine erhebliche Lücke in der Front zwischen Spremberg und Cottbus entstanden sei. Weder dem Lufttransportchef noch der Operationsabteilung der „Luftflotte Reich“ waren aber der genaue Standort der „Kampfgruppe Spremberg“ bekannt. Eine Versorgung aus der Luft fand nie statt.

### Vernichtung beim Ausbruch aus dem Kessel von Kausche

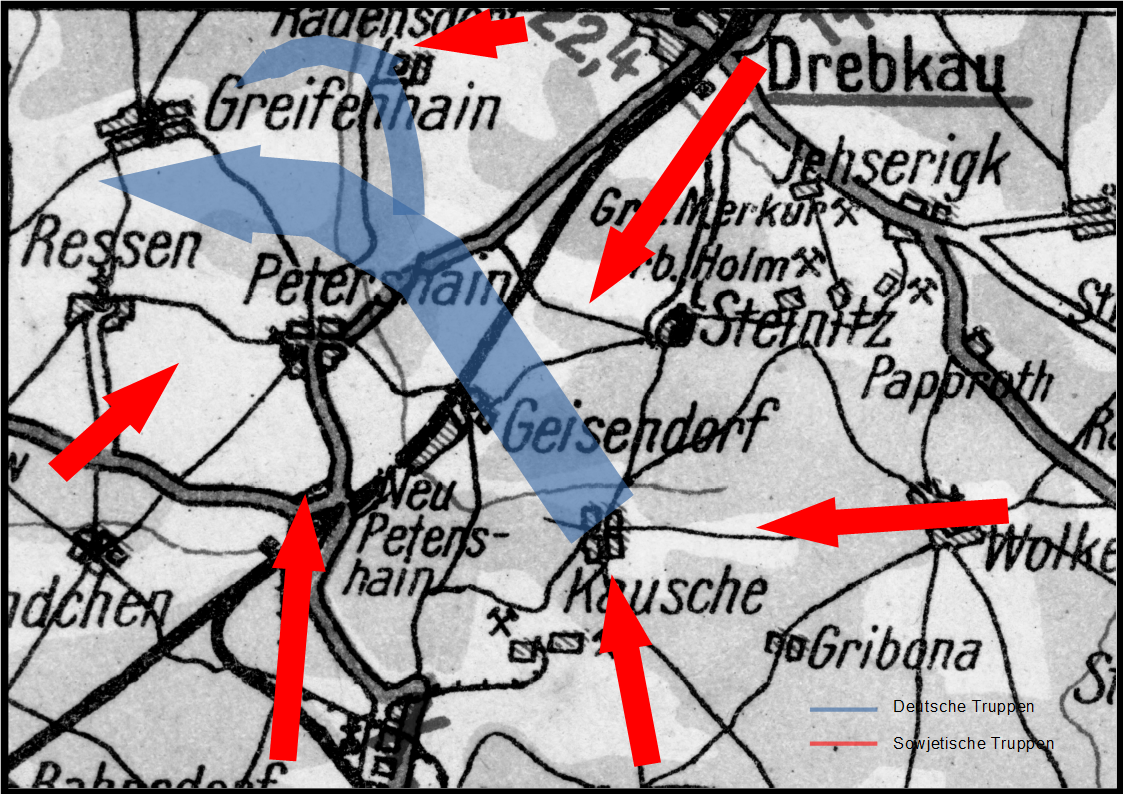
Ausbruch aus dem Kessel Kausche

In den Morgenstunden des 22. April 1945 sammelten sich die deutschen Verbände abermals zum Ausbruch. Das kleine Dorf Kausche und das umliegende Gebiet von einer Größe von etwa 5 km² war völlig überfüllt mit Mensch und Material. Der verbliebene Kraftstoff wurde auf die intakten Fahrzeuge umgepumpt, alles was nicht mitgenommen werden konnte, wurde gesprengt oder unbrauchbar gemacht.
Am Vormittag setzten sich, nach Erkunden der Lage, erste Panzer und SPW der 10. SS-Panzer-Division „Frundsberg“, besetzt auch mit Zivilisten in Richtung Klein Görigk, Geisendorf auf Waldwegen in Bewegung. In der Nähe von Geisendorf begann sumpfiges Gelände, welches an beiden Seiten von Wäldern begrenzt war. Die sumpfigen Wiesen wurden durch sowjetische PaK, Artillerie und MG-Feuer bereits kontrolliert. Diese hatten am Vortag unverschlüsselte Funksprüche abgefangen, woraus die Aktivitäten der deutschen Truppen bekannt wurden. Sowjetische Truppen wie die 117. Gardeschützendivision und das 1228. SFL-Artillerieregiment, die bereits im Raum Calau operierten, wurden in den Raum Kausche zurück verlegt, um die dortigen Truppen zu verstärken.
Der Hauptteil der 344. Infanterie-Division und die Führer-Begleit-Division brachen ebenfalls in Richtung Nordwesten aus. Aber auch diese erwartete das gleiche Schicksal, starke sowjetische Verbände kontrollierten mit immer stärkerem Beschuss die Ausbruchsrichtung und fügten dem sich schleppend vorankommenden Tross erhebliche Verluste zu. Teile der 344. Infanterie-Division, die einen Ausbruch in Richtung Norden versuchten, wurden auch dort von sowjetischen Truppen schwere Verluste zugefügt, sodass sie dann in Richtung Westen schwenkten mussten. Die ganze Tragik der abgefangenen Funksprüche wurde nun an allen Abschnitten mehr als deutlich.
Ein Durchkommen an anderer Stelle war nicht mehr möglich und musste daher bei Geisendorf erzwungen werden. In der Hoffnung, den feindlichen Truppen die Sicht zu nehmen, wurde die erste Wiese, die etwa 800 Meter lang und 600 Meter breit war, eingenebelt um sie dann in kleinen Gruppen mit Mensch und Material zu durchqueren. Die sowjetischen Truppen waren sich ihres strategischen Vorteils bewusst und schossen in die Nebelwand mit jedem verfügbaren Kaliber. Aber wer den schützenden Wald nach der ersten Todeswiese erreicht hatte, war längst nicht in Sicherheit, denn gleich nach Geisendorf hinter einem Bahndamm, der sich als zusätzliches schwer zu überwindendes Hindernis erwies, lag ein weiteres offenes Feld mit etwa 1000 Meter Länge und 600 Meter Breite unter sowjetischen Beschuss. Aber auch hier gab es nur diesen einen Weg und er musste überwunden werden. Die Lage wurde zunehmend unübersichtlicher und auch hoffnungsloser. Nachdem sich größere Einheiten im nahen Waldstück gesammelt hatten, wurde der Ausbruch in die einzig mögliche freie verbliebene Richtung nach Greifenhain (Kolonie), Ressen fortgesetzt. Aber diese Hoffnung auf eine freie Ausbruchsrichtung zerschlug sich alsbald, hatte doch die Front diese Orte längst eingeholt. Ressen war bereits am 19. April 1945, also noch vor Spremberg, wo die Truppen das erste Mal einer Umklammerung entkommen waren, besetzt worden. Trotz der völlig aussichtslosen Lage überquerten die deutschen Truppen und die sie begleitenden Zivilisten auch die nun vor ihnen liegende dritte „Todeswiese“ wo sie von allen Seiten unter Feuer genommen wurden.
Tausende Soldaten, Männer, Frauen und Kinder blieben auf den später sogenannten „Todeswiesen“ zurück. Die Divisionen hatten neben den unzähligen Toten erhebliche Verluste an Material jeder Art zu beklagen und waren strategisch gesehen nicht mehr einsatzbereit.
Zeitzeugen berichteten später, dass beim Überqueren der Wiesen nicht wenige sich orientierungslos zu vermeintlichen deutschen Linien durchschlugen, weil von dort das bekannte Geräusch von deutschen MG-42 zu vernehmen war. Aber auch dies bedeutete den sicheren Tod, denn auch hier lagen sowjetische Truppen mit zuvor erbeuteten deutschen Waffen.
Zeitzeugenbericht:

„… Wir waren Freiwild. Egal ob Soldat oder Zivilist, Männer, Frauen oder Kinder, jung oder alt, Sie hätten uns auf dieser umzingelten und von Wald umschlossenen Wiese gefangen nehmen können …. Alles Deutsche wollten sie hier vernichten, Mann und Frau und Kind, alt, jung, jetzt und hier ….“

Die zur rückwärtigen Absicherung in Kausche verbliebenen Verbände der I. und IV. Abteilung des SS-Panzer-Artillerie-Regiment 10 und einem Bataillon der Führer-Begleit-Division mit einer Gesamtstärke von 1500 Mann wurden zeitgleich mit den Ereignissen auf den Todeswiesen von zwei sowjetischen Regimentern der 9. Gardeluftlandedivision unter Generalmajor Schtykows angegriffen. Unter dem Kommando von Oberleutnant Wulf von der Führer-Begleit-Division konnte Kausche noch bis zum frühen Nachmittag des 22. April 1945 gehalten werden. Dann brachen auch diese Truppen, unter großen Verlusten, in Richtung Westen aus. 760 Mann verloren dabei ihr Leben.

## Verluste
Von dem 1000 Mann starken Bataillon des „Volkssturm Leipzig“ und dem eingesetzten Volkssturm-Bataillon „von Saher“ aus Spremberg überlebten nur einige wenige die Kämpfe in und um Kausche.
Schätzungen gehen davon aus, dass auf deutscher Seite etwa 5000 bis 7000 tote Soldaten und Zivilisten zu beklagen waren. Allein die 10. SS-Panzer-Division „Frundsberg“ verlor am 22. April 1945 ca. 2000 Mann. Auf sowjetischer Seite fielen bei der gesamten Operation im Kreis Spremberg 1.271 Soldaten und Offiziere, die Hälfte davon im Raum Kausche.
Die 95. Gardeschützendivision und 117. Gardeschützendivision vernichteten allein am 22. April 24 Panzer, 55 Panzerwagen und 118 Kraftfahrzeuge. 673 deutsche Gefangene wurden gemacht. Die 9. Gardeluftlandedivision, welche die zur Absicherung in Kausche verbleibenden Truppen angegriffen hatte, vernichtete 21 Panzer, Sturmgeschütze oder Panzerwagen und 395 Kraftfahrzeuge. Außerdem wurden 47 Geschütze, 86 Maschinengewehre und 670 Gewehre erbeutet. 645 Deutsche gerieten in Gefangenschaft.
Anfang Mai wurden tausende Tote meist direkt vor Ort in Granattrichtern und Gräben bestattet. Einige wenige wurden auf Gemeindefriedhöfen in der Umgebung beigesetzt. Später wurden notdürftig beerdigte Gefallene wieder exhumiert und auf den Soldatenfriedhof Halbe gebracht und dort bestattet.
Im Jahr 1996 wurde die Ortschaft Kausche durch den vorrückenden Tagebau Welzow-Süd in Anspruch genommen. Die auf dem Gemeindefriedhof beigesetzte Gefallenen der Kämpfe vom April 1945 aus einem Massengrab mit 115 Toten, wurden nach Spremberg auf den Deutschen Soldatenfriedhof umgebettet. Auch in Neupetershain-Nord befindet sich ein Soldatenfriedhof mit 672 Gefallenen, ebenso in Radensdorf mit 230 Kriegstoten.

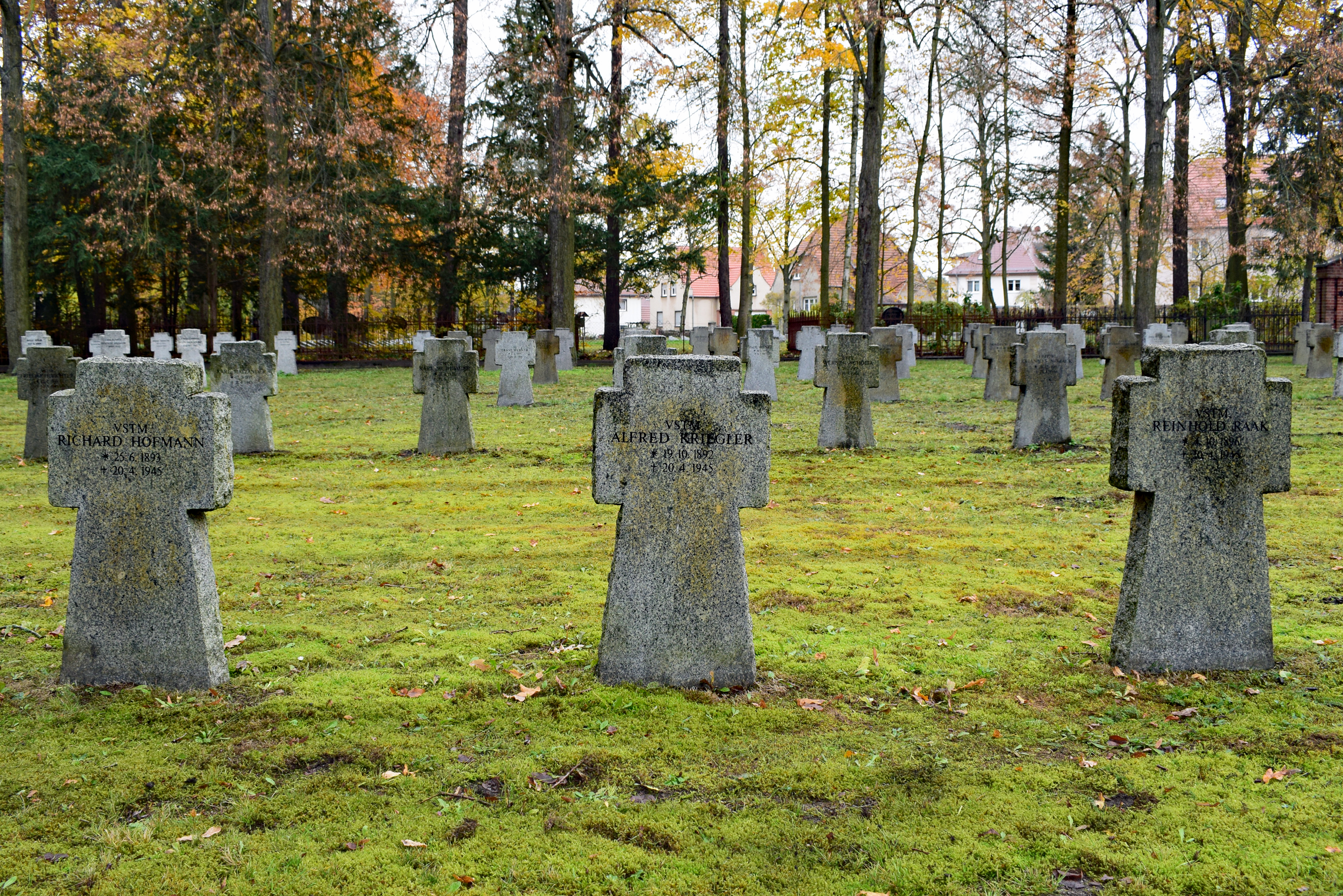
Gefallene des Volkssturm
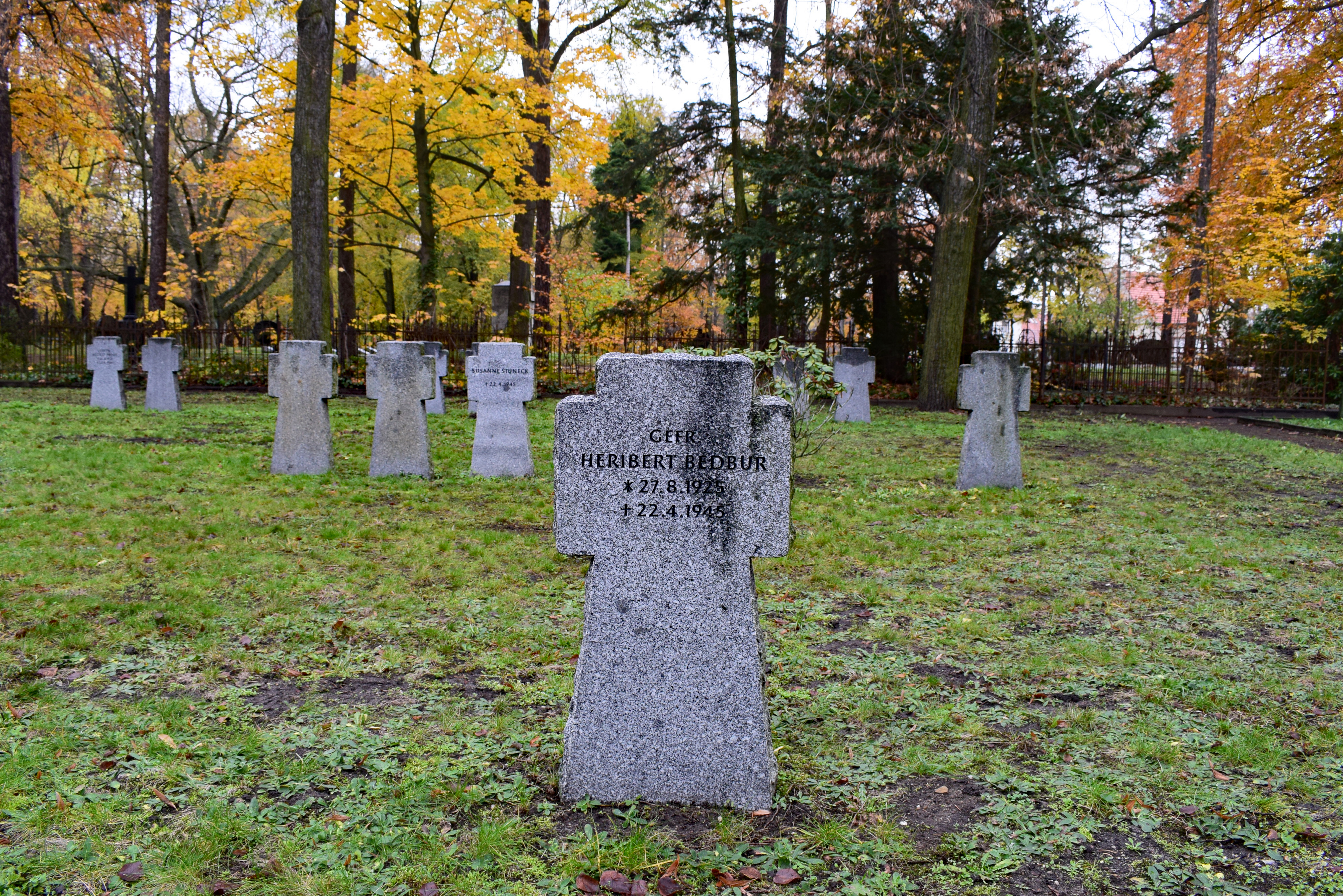
Gefallen am 22. April 1945
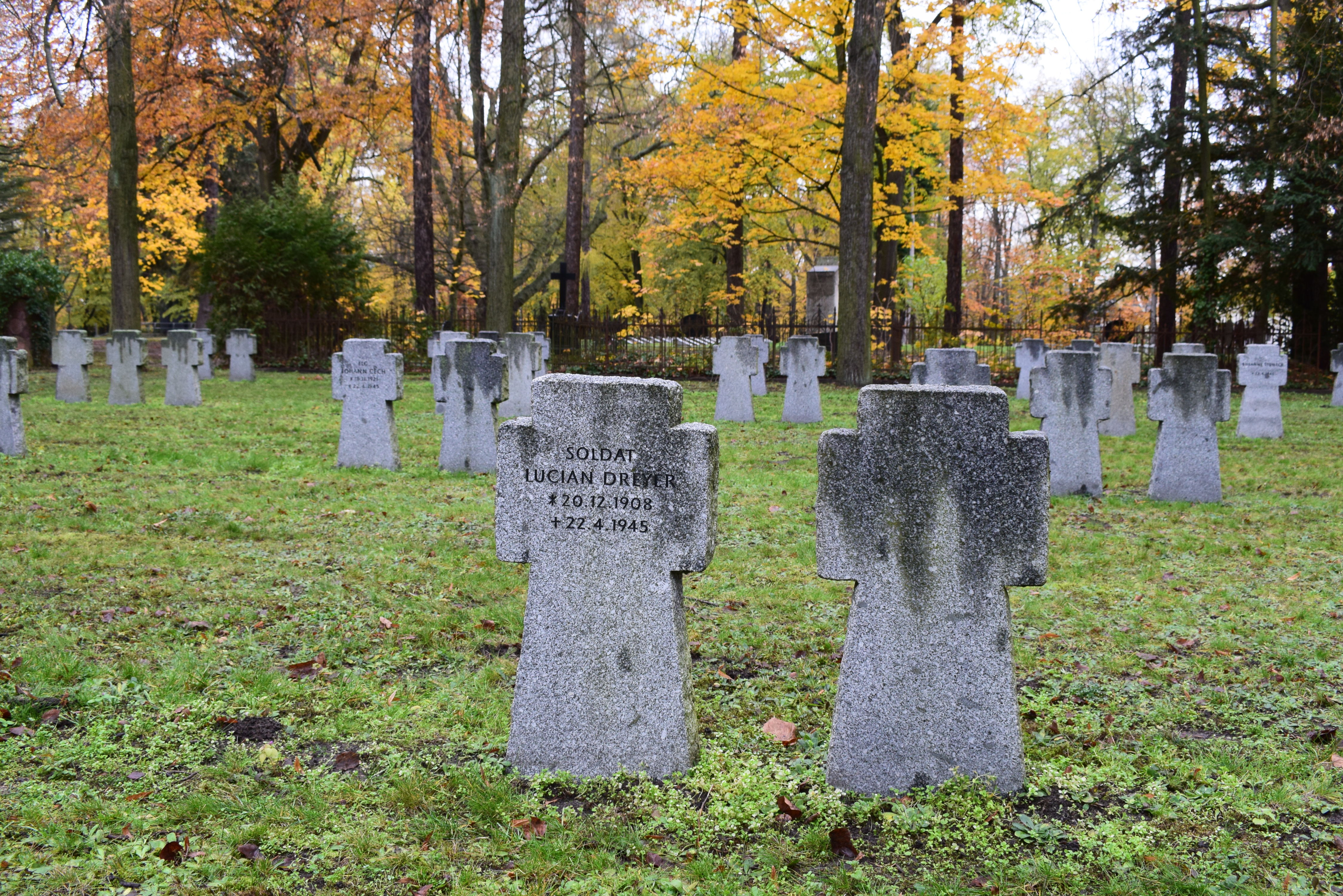
Umbettungen vom Gemeindefriedhof Kausche
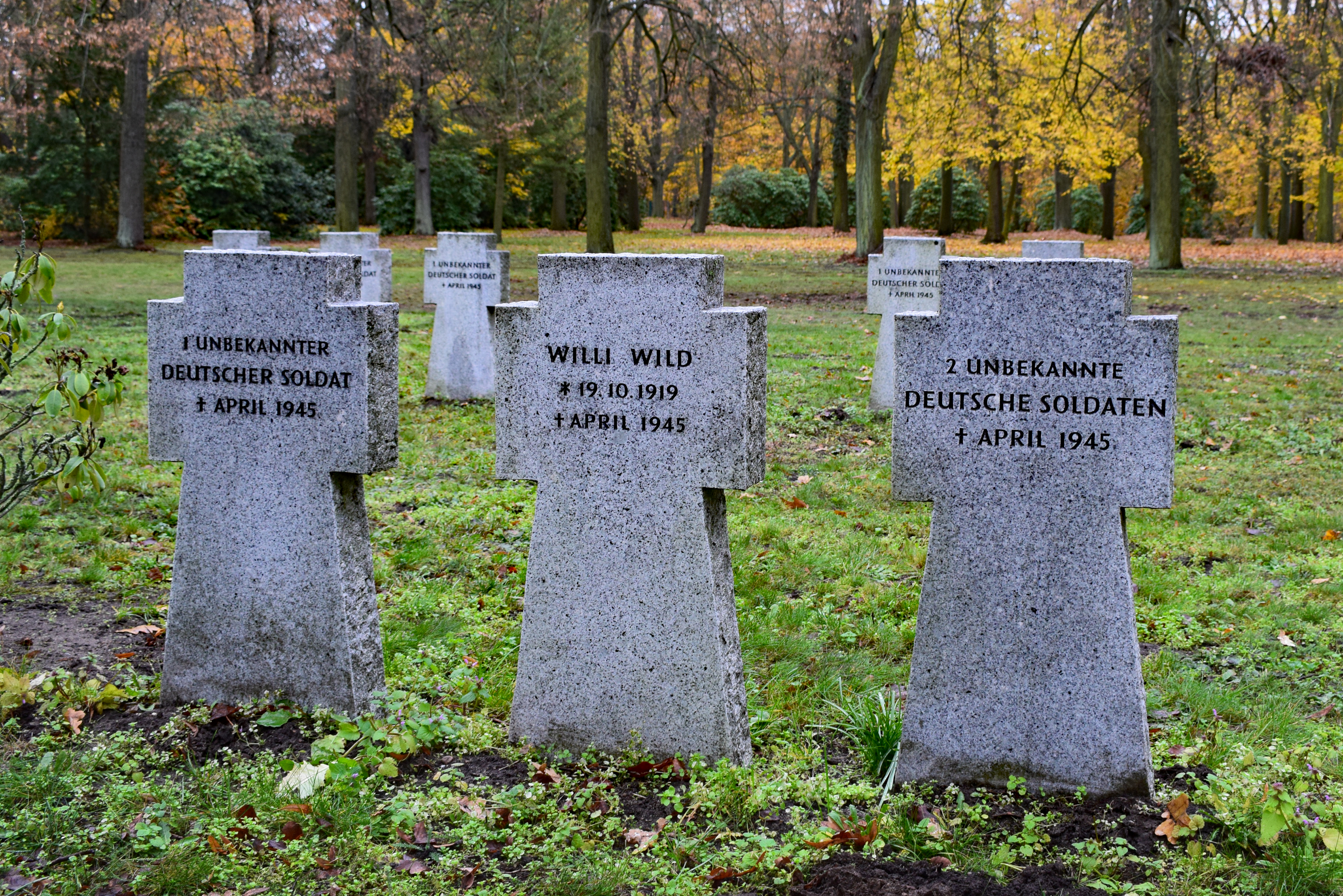
Unbekannte Deutsche Soldaten
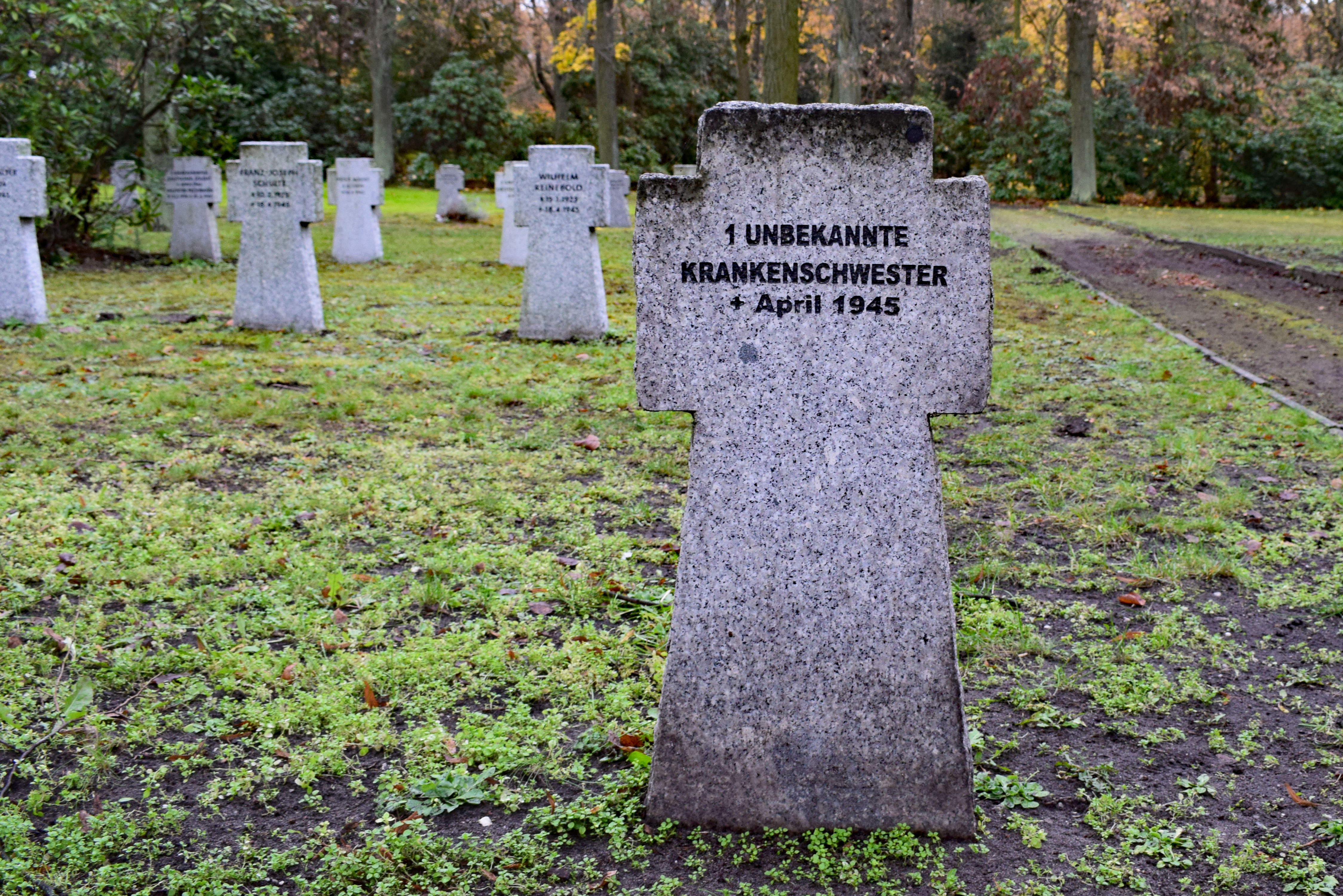
Unbekannte Krankenschwester

## Beteiligte Truppenteile

### Deutsche Truppen
- 10. SS-Panzer-Division „Frundsberg“ (im Einsatz in Spremberg, Kausche)
- 344. Infanteriedivision (Spremberg, Kausche)
- Führer-Begleit-Division (Spremberg, Kausche)
- Panzer-Jagdverband G, im Februar 1945 in Spremberg aus versprengten Truppenteilen aufgestellt, Kampfstärke 120 Mann (Spremberg, Kausche)
- Volkssturmbataillon 16/263 „Von Saher“ bestehend aus drei Kompanien mit je ca. 100 Mann unter Befehl von Herrn von Saher, Rittergutbesitzer aus Straußdorf. (Spremberg, Kausche)
- Volkssturm Leipzig (ca. 100 Mann) (Spremberg, Kausche)

### Sowjetische Truppen
- 1. Ukrainische Front (Spremberg, Kausche)
- 6. Gardeschützendivision (Spremberg)
- 7. Artilleriedurchbruchkorps (Spremberg)
- 9. Gardeluftlandedivision (Spremberg)
- 10. Artilleriedurchbruchkorps (Spremberg)
- 24. Schützenkorps (Spremberg, Einkesselung Kausche)
- 33. Gardeschützenkorps (Spremberg, Einkesselung Kausche)
- 95. Gardeschützendivision (Spremberg, Einkesselung Kausche)
- 117. Gardeschützendivision (Todeswiesen Geisendorf, Neupetershain)
- 172. Schützendivision (Spremberg)
- 1228. SFL-Artillerieregiment (Todeswiesen Geisendorf, Neupetershain)

## Sonstiges
Bei einem Besuch eines ehemaligen Soldaten der Führer-Begleit-Division im Jahr 1995 im Raum Geisendorf wurde dieser von einem Einwohner gefragt, ob er denn auch hier gekämpft habe.

„Werter Herr, hier haben wir nicht mehr gekämpft, hier sind wir nur noch um unser Leben gerannt.“

## Kausche heute
Kausche lag im Einzugsgebiet des Tagebaus Welzow-Süd. In den Jahren 1993 bis 1996 wurden alle Bewohner umgesiedelt. Im nahe gelegenen Drebkau entstand ein neuer Ortsteil mit dem Namen Kausche. Kausche war damit der erste Ort in der Niederlausitz, der komplett umgesiedelt wurde. 1996 wurden alle Gebäude in (Alt-)Kausche abgebrochen und der Ort vollständig devastiert.
Etwa im Jahr 2000 wurde der Ort abgebaggert. Heute ist der Tagebau weiter gezogen und die Gegend um die ehemalige Ortslage Kausche als Bergbaufolgelandschaft wieder hergestellt.

## Gedenken heute

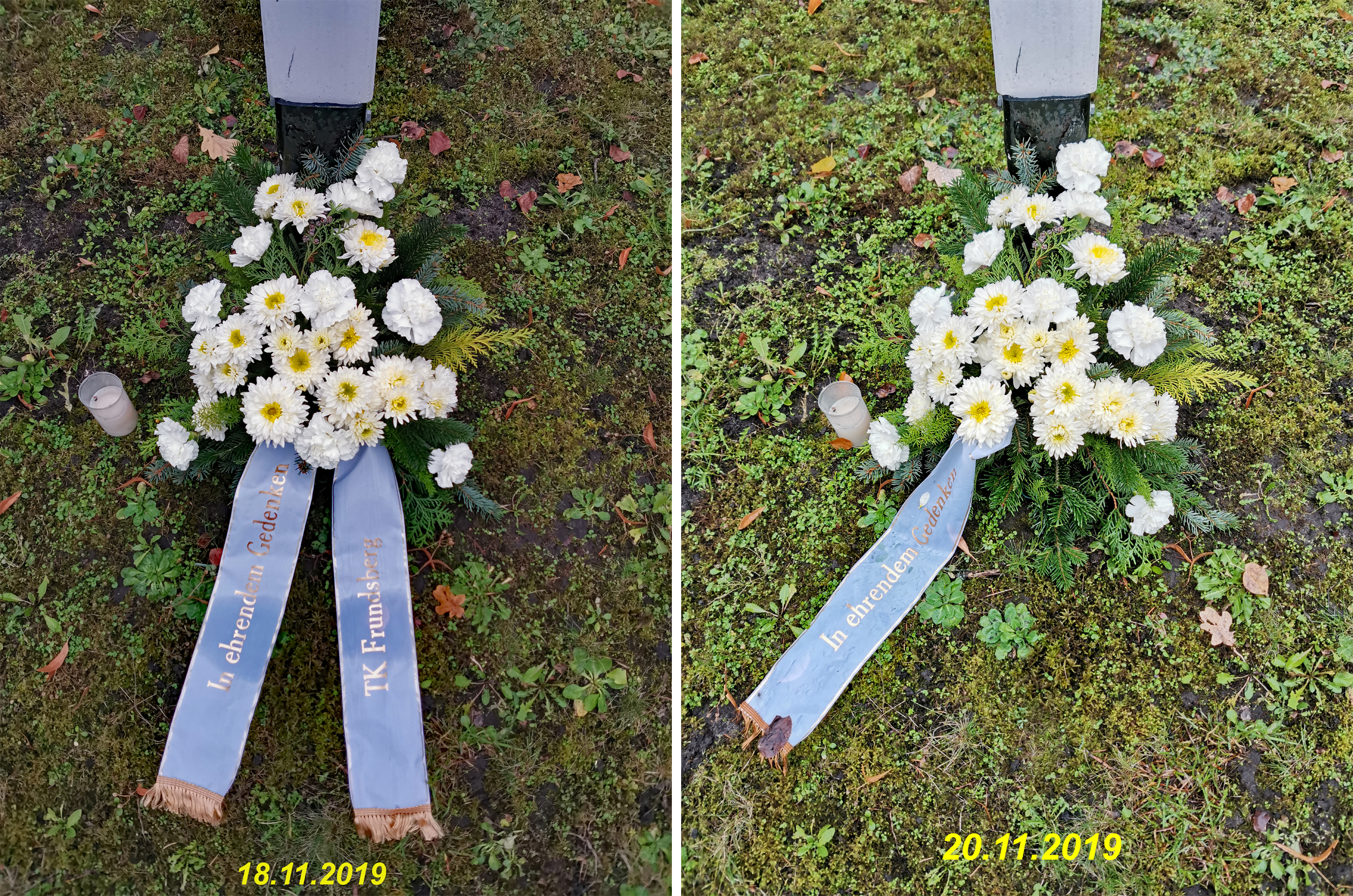
Blumengebinde Frundsberger Original und mit abgeschnittener Schleife, Nov. 2019

In Spremberg gestaltet sich das Gedenken an die Ereignisse von 1945 um die Kämpfe in der Stadt selbst und in und um Kausche äußerst kontrovers und spaltet die Beteiligten dabei in zwei Gruppen. Die eine Gruppe, die für ein Gedenken aller Beteiligten an den Kämpfen ist, und die andere Gruppe, die Gedenken befürwortet, dabei aber die Angehörigen der beteiligten SS-Divisionen ausschließt, wohl wissend, dass 1945 dort längst nicht mehr nur Freiwillige dienten. So werden bis Heute unterschiedliche Ansichten auch nach Jahrzehnten über den Gräbern der Gefallenen ausgetragen.

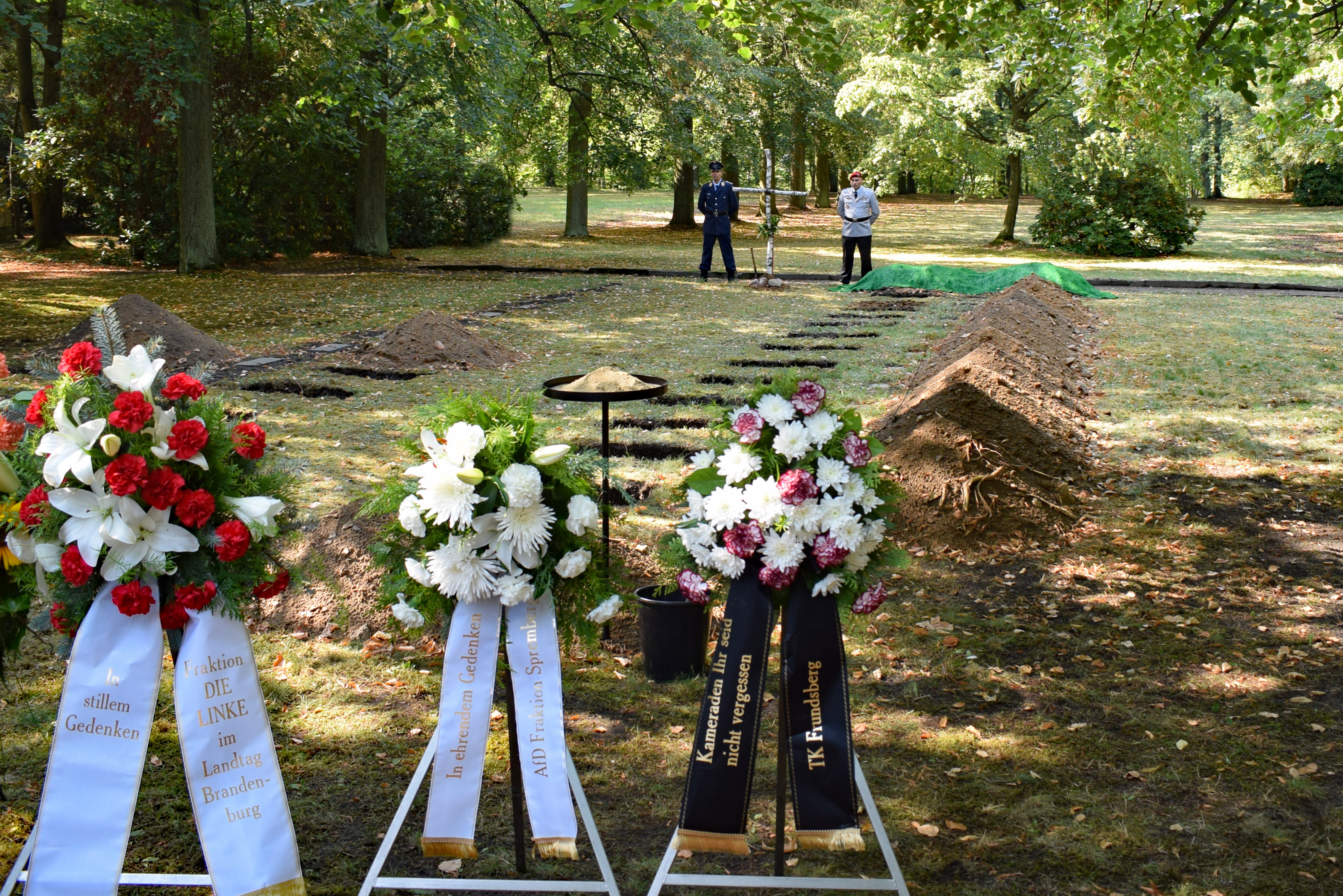
Einbettungsfeier August 2019

1997 wurde der damalige Bürgermeister Egon Wochatz von einer Einzelperson darauf angesprochen, ob es möglich wäre, in Spremberg, wo er als 18-Jähriger in der 10. SS-Panzer-Division „Frundsberg“ diente, für seine gefallenen Kameraden einen Gedenkstein aufstellen zu lassen. Wochatz befürwortete dies ohne weitere Rücksprachen, bestand jedoch auf einer neutralen Inschrift. Ohne weitere Absprachen über diese Inschrift wurde der Gedenkstein dann im Frühjahr 1998 nach Spremberg verbracht. Wochatz lehnte die schon eingearbeitete Inschrift – „Zu Ehren unser gefallenen Kameraden“ – Die Veteranen der Panzerdivision Frundsberg – ab, da die Inschrift keineswegs neutral sei und auf den Zusatz „Panzerdivision“ verzichtet werden müsste. Nachdem der Sachverhalt öffentlich geworden war, gab es Proteste aus allen politischen Lagern. Der sichergestellte Stein wurde letztendlich nicht aufgestellt und den Stiftern zurückgegeben.
Im Oktober 2009 legten Veteranen der „Frundsberger“, einer nicht verbotenen Veteranen-Organisation der 10. SS Panzer-Division „Frundsberg“, ein Blumengebinde bei einer Einbettungsfeier auf dem Deutschen Soldatenfriedhof in Spremberg nieder. Nach der Beschwerde eines Bürgers über den Text „Frundsberger“ auf einer der beiden Schleifen wurde diese abgeschnitten.
Im Oktober 2010 fassten die Mitglieder der Stadtverordnetenversammlung der Stadt Spremberg dann den Beschluss, bei zukünftigen Einbettungsfeiern, aber auch Gedenktagen wie dem Volkstrauertag „Kranzschleifen nur von Kommunen, Religionsgemeinschaften und dem Volksbund Deutsche Kriegsgräberfürsorge, nicht aber von Vereinen und anderen Organisationen“ zu erlauben.
Nur wenige Tage später, am 23. Oktober 2010 kam es auf Grund dieser neuen Verordnung zum Eklat. Dem „Verein zur Klärung von Schicksalen Vermisster und Gefallener e. V.“ (VKSVG) wurde von vor Ort befindlichen Sicherheitskräften der Polizei die Teilnahme an der Einbettungsfeier verwehrt. Erst nach dem Abschneiden der Schleifen mit ihrem Kürzel „VKSVG e. V.“ war eine Teilnahme und das Ablegen der Blumengebinde möglich. Proteste des Vereins wurden durch den damaligen Bürgermeister Klaus-Peter Schulze zurückgewiesen.

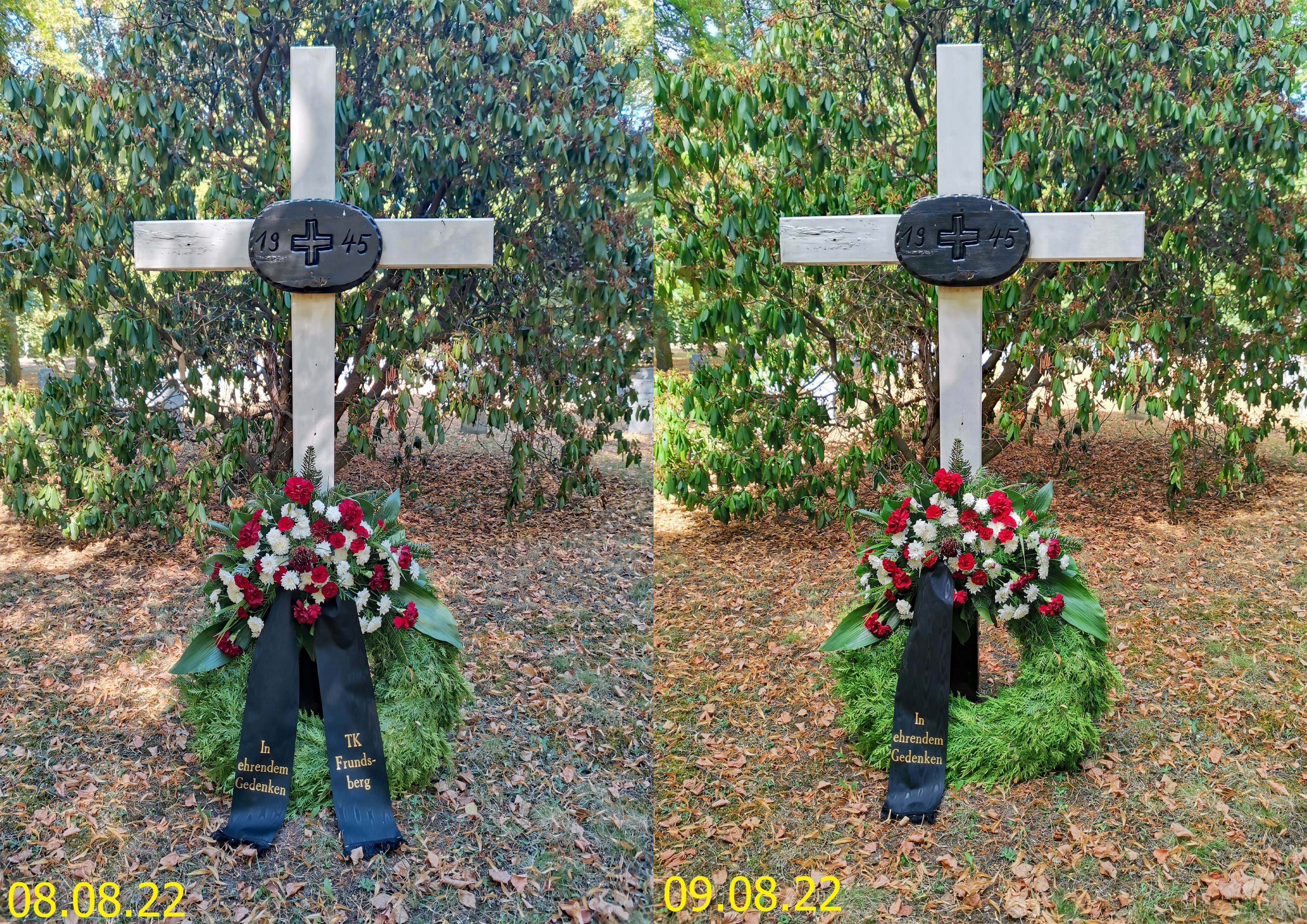
Gestörtes Gedenken der TK Frundsberg 2022

Am 31. August 2019 fand eine durch den Volksbund Deutsche Kriegsgräberfürsorge organisierte Einbettungsfeier auf dem Deutschen Soldatenfriedhof statt. Mit dabei Vertreter aller Fraktionen der Stadt Spremberg, die Bürgermeisterin Christine Herntier, der ehemalige Landtagspräsident des Landes Brandenburg Gunter Fritsch und weitere Persönlichkeiten. Während der gehaltenen Reden wurden auch die Gefallenen der 10. SS-Panzerdivision „Frundsberg“ erwähnt, sowie auch deren Opfern mit dem Niederlegen eines Kranzes gedacht. Wenige Tage später wurde der auf einem improvisierten Grabhügel abgelegte Kranz der „Frundsberger“ gestohlen.
Während nach Einbettungsfeiern auf dem deutschen Soldatenfriedhof auch der Opfer der sowjetischen Verbände des unmittelbar daneben befindlichen sowjetischen Soldatenfriedhofes durch das Ablegen von Blumen auf deren Gräbern gedacht wird, werden von Kränzen für deutsche Opfer manchmal die Kranzschleifen abgeschnitten. Bei einer Einbettungsfeier im November 2021 für 25 gefallene deutsche Soldaten sagte der Pfarrer Daniel Laske von der katholischen St.-Benno-Gemeinde Spremberg Folgendes:

„[…] So urteilen wir auch nicht über die Kriege der Vergangenheit, wenn wir der Toten gedenken, das steht uns nicht zu. In Spremberg ist an anderer Stelle ein Kriegerdenkmal wiederaufgebaut worden, auch dort geht es nicht darum, die Konflikte von damals wieder aufleben zu lassen oder den Krieg zu verherrlichen, sondern es geht um ein würdiges Andenken an die Gefallenen.
Und ich würde als Seelsorger sagen, solche Orte des Gedenkens oder der Mahnung an den Tod sind wichtig, weil sie uns die Zerbrechlichkeit des Lebens vor Augen halten. Wir brauchen solche Orte der Erinnerung an die eigene Sterblichkeit und wir sollten wieder lernen, solche Orte wahrzunehmen.“

## Belege
1. ↑  Von Kausche bis Ressen. 2. Auflage, Seite 40, 3. Abschnitt
2. ↑  Von Kausche bis Ressen. 2. Auflage, Seite 41, 3. Abschnitt
3. ↑  Von Kausche bis Ressen. 2. Auflage, Seite 105, 1. Abschnitt
4. ↑  Die Befreiung der Lausitz. Seite 102, 3. Abschnitt
5. ↑  Die Befreiung der Lausitz. Seite 102, 3. Abschnitt
6. ↑  Wirbel um einen Gedenkstein in Spremberg. In: Lausitzer Rundschau, Ausgabe Spremberg, 11. September 1998 (Artikelanfang in der Genios-Datenbank).
7. ↑  Spremberg will keine Rechtsextreme an den Gräbern. In: Lausitzer Rundschau, Ausgabe Spremberg, 21. Mai 2010 (Artikelanfang in der Genios-Datenbank).
8. ↑  Heftiger Streit um Kranzschleifen bei Umbettung auf dem Georgenberg. (Memento vom 27. Dezember 2019 im Internet Archive) In: Lausitzer Rundschau, Ausgabe Spremberg, 28. Oktober 2010.
9. ↑  Video Volkstrauertag 2021 – Spremberg deutscher Soldatenfriedhof. Kanal 12, 13. November 2021 (Video nicht mehr online (Memento vom 6. Dezember 2021 im Internet Archive)).